# NGC 5538
NGC 5538 في الفهرس العام الجديد، هي مجرة، تقع في كوكبة العواء. اكتشفت في 6 مارس 1851 بواسطة ويليام بارسونز.

## روابط خارجية
- NGC 5538 على موقع ويكي سكاي: DSS2, SDSS, GALEX, IRAS, Hydrogen α, X-Ray, Astrophoto, Sky Map, Articles and images